# Relaciones Afganistán-Argentina
Las relaciones Afganistán-Argentina son las relaciones internacionales entre el Emirato Islámico de Afganistán y la República Argentina. La relación entre Afganistán y Argentina es una de las más complejas y fascinantes en el panorama internacional.

## Historia
Afganistán y Argentina tienen historias muy distintas, pero han compartido algunos momentos clave a lo largo de los años. Ambos países han experimentado conflictos internos y tensiones políticas, lo que ha fortalecido su sentido de solidaridad y cooperación mutua. Argentina ha sido un aliado importante para Afganistán en momentos críticos, brindando apoyo político y humanitario en momentos de crisis.

## Comercio bilateral e Inversiones mutuas
El comercio bilateral entre Afganistán y Argentina ha sido limitado debido a la distancia geográfica y las diferencias en la economía de ambos países. Sin embargo, en los últimos años ha habido un crecimiento en las inversiones mutuas, especialmente en sectores como la agricultura y la industria. Argentina ha mostrado interés en invertir en el desarrollo de la infraestructura en Afganistán, mientras que Afganistán ha buscado diversificar sus exportaciones hacia Argentina.

## Cooperación internacional e intercambio cultural
Ambos países han participado activamente en la cooperación internacional, especialmente en temas de desarrollo sostenible, lucha contra el terrorismo y promoción de los derechos humanos. Argentina ha sido un aliado importante para Afganistán en la lucha contra el terrorismo, brindando apoyo diplomático y logístico en la reconstrucción del país. Además, han fomentado el intercambio cultural a través de programas de intercambio de estudiantes, artistas y deportistas.

## Política, diplomacia y defensa
En el ámbito político y de defensa, Afganistán y Argentina han mantenido relaciones cordiales, aunque han surgido diferencias en algunas cuestiones internacionales. Ambos países han trabajado juntos en foros internacionales para promover la paz y la seguridad en el mundo. Argentina ha brindado apoyo logístico y capacitación a las fuerzas de seguridad afganas, contribuyendo a la estabilidad del país.

## Turismo, Arte y patrimonio
El turismo entre Afganistán y Argentina ha sido limitado debido a la distancia y las dificultades de viajar entre ambos países. Sin embargo, Argentina ha mostrado interés en promover el turismo en Afganistán, especialmente en sitios arqueológicos y culturales de gran importancia. El arte y el patrimonio de ambos países son muy ricos y diversos, lo que ha llevado a un intercambio cultural en el ámbito de las artes visuales, la música y la literatura.
En conclusión, la relación entre Afganistán y Argentina es una de las más interesantes y complejas en el ámbito internacional. Ambos países han logrado establecer vínculos significativos en áreas como la Historia compartida, Comercio bilateral e Inversiones mutuas, Cooperación internacional e intercambio cultural, Política, diplomacia y defensa, Turismo, Arte y patrimonio. A pesar de las diferencias culturales y geográficas, Afganistán y Argentina han demostrado que la cooperación y el entendimiento mutuo pueden superar cualquier obstáculo.